# شارب القط البنفسجي
شارب القط البنفسجي (الاسم العلمي:Orthosiphon violaceus) هو نوع من النباتات يتبع جنس شارب القط من الفصيلة الشفوية.